# The Velvet Rope
The Velvet Rope es el sexto álbum de estudio de la cantante estadounidense Janet Jackson, publicado en octubre de 1997 por la compañía discográfica Virgin Records. Antes de su lanzamiento, renegoció su contrato con Virgin por 80 millones de dólares, el contrato discográfico más grande de la historia en ese momento.
The Velvet Rope fue producido y coescrito por Janet Jackson, sus colaboradores de siempre Jimmy Jam y Terry Lewis, y su entonces marido René Elizondo, quien se desempeñó como productor ejecutivo. 
Durante los dos años previos al lanzamiento de The Velvet Rope, Janet Jackson luchó contra un trastorno depresivo, que padecía desde hace mucho tiempo. Por esta razón, ella a menudo se tomaba tiempo libre durante la grabación del álbum, o a veces salía abruptamente del estudio de grabación.
El contenido lírico principalmente está basado en la depresión de Jackson, y en su desilusión con su condición de celebridad. Si bien Jackson había experimentado temas eróticos y sexuales en su álbum anterior janet.; en The Velvet Rope el contenido sexual es más explícito, ya que se tratan otros conceptos como el sadomasoquismo y las relaciones homosexuales, pero a diferencia de All for you, este no llevó la etiqueta de contenido explícito. El disco fue coescrito y coproducido por Jackson, junto con su entonces esposo René Elizondo Jr. y Jimmy Jam y Terry Lewis, con contribuciones adicionales de varios compositores. Las canciones del álbum también incluyen a la violinista británica Vanessa-Mae, a la cantautora canadiense Joni Mitchell y al rapero estadounidense Q-Tip como artistas destacados en el álbum. Su composición fusiona varios géneros, entre ellos pop, R&B, trip hop, folk, jazz, rock, y música techno. Considerada la grabación más madura de Jackson, se considera un modelo para los artistas pop en transición hacia un sonido más oscuro o rebelde y un precursor del desarrollo de R&B alternativo.
The Velvet Rope fue reconocido como uno de Los 500 mejores álbumes de todos los tiempos según la revista Rolling Stone; y hasta le fecha se estima que se han vendido más de 10 millones de copias en todo el mundo.

## Concepción

### Antecedentes
El primer álbum recopilatorio de Jackson, Design of a Decade: 1986–1996, fue lanzado en 1995. Alcanzó el puesto número tres en el Billboard 200 de Estados Unidos. El sencillo principal, «Runaway», se convirtió en el primero de una artista femenina en debutar dentro de los diez primeros puestos del Billboard Hot 100 y, tiempo después, alcanzó el número tres.

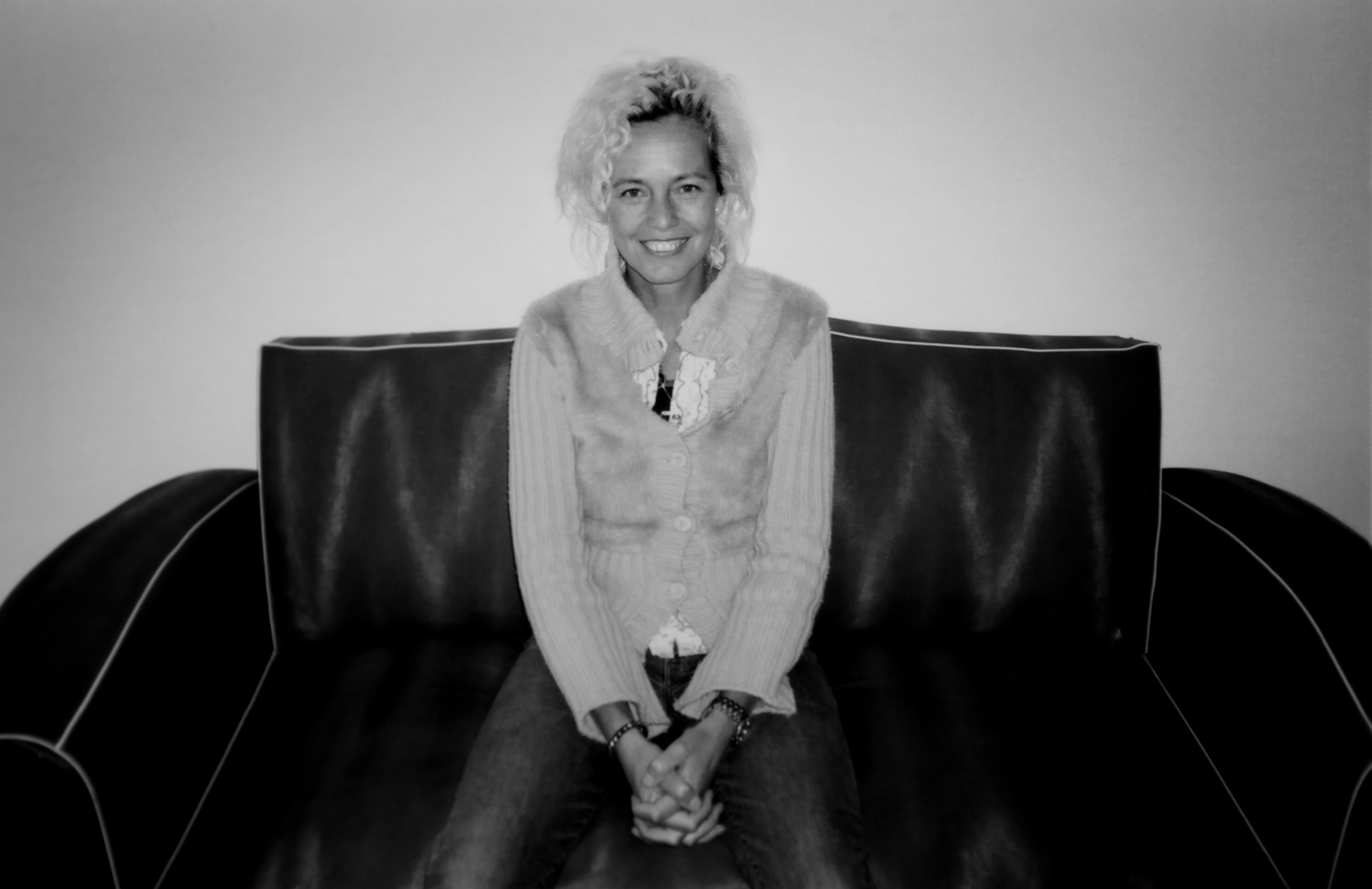
La fotógrafa Ellen von Unwerth (en la foto) intentó capturar el dolor emocional de Jackson dentro de las imágenes del álbum.

En enero de 1996, Janet Jackson renovó su contrato de grabación con la compañía discográfica Virgin Records, por un total de $80 millones de dólares que recibiría a cambio de publicar cuatro álbumes con dicha empresa. La firma de este contrato hizo que Jackson rompiera por segunda vez el récord del contrato discográfico más caro; la primera vez fue en 1991, cuando logró un contrato evaluado entre $32 a $50 millones de dólares. La firma de este acuerdo también convirtió a Jackson en la artista más pagada de la industria musical contemporánea, superando a su hermano Michael Jackson y a Madonna, quienes habían conseguido contratos de $60 millones de dólares como máximo.
Durante este período de dos años, después del término de su gira janet. tour, la cantante luchó contra un trastorno depresivo que padecía desde hace mucho tiempo. Jackson confesó en una entrevista con Oprah Winfrey que “había veces en que lloraba todo el día”.

Tomó seis meses grabar este álbum, pero yo creo que me demoré 31 años. Había veces que tuve que abandonar el micrófono y volver unos días después cuando podría enfrentarlo. Solo porque tienes dinero no significa que estés satisfecha, esto no significa que todos tus problemas desaparezcan, solo porque alguien piense que eres hermosa no significa que tu te sientas de esa manera. O que todos vean que creciste en una gran familia y que te vean con un gran éxito, pero tu sientes que no vales nada...
Janet Jackson, para el diario The Beston Globe

Durante su Janet World Tour, Jackson experimentó un colapso emocional, derivado del odio a sí mismo, la humillación infantil, la autolesión y la imagen corporal distorsionada. Ella dijo: "Estaba muy, muy triste. Muy deprimida. A veces no podía levantarme. Hubo momentos en los que me sentí muy desesperada e impotente, y sentí como si las paredes se estuvieran cerrando sobre mí... como tú". No puedo escapar". Ella cuestionó su trayectoria profesional, sintiéndose presionada por las demandas de la industria del entretenimiento, diciendo: "La gente te mira de manera diferente, como si no fueras humano". Abbie Kearse de MTV respondió: "Estás creando una persona". Puede que en realidad no seas tú, pero has creado esta mujer de fantasía, así que cuando llega el momento de volver a los negocios, es como 'Tengo que volver a ese mundo'". Jackson expresó preocupación por cómo podría representar un objeto de fantasía, sintiendo que ya no podía satisfacer sus propios deseos.
En su autoanálisis, Jackson descubrió detalles vitales sobre su pasado y dijo: "Ciertas cosas pueden suceder y simplemente las descartas en lugar de detenerte y decir: "¿Por qué me siento así? ¿Por qué estoy actuando de esta manera?" La perseguía persistentemente el recuerdo de un maestro de escuela que la regañaba intensamente, lo que provocó que sus compañeros estallaran en carcajadas. "Oh, Dios, suena tan estúpido. Pero siendo niño estás tan asustado... Nunca hablé de eso, así que permaneció conmigo todos esos años. "No me sentí merecedora, no lo suficientemente buena... así es como me siento a veces conmigo misma", declaró. anestésico, lo que provocaba fluctuaciones de peso. Jackson dijo: "Comencé a darme cuenta de que cada vez que pasaba algo realmente doloroso, comía y así es como huía de ello. Pero simplemente estaría creando otro problema en otra área en lugar de simplemente lidiar con ese dolor.

## Contenido

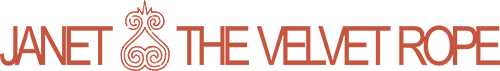
Logotipo del álbum

El contenido liríco de The Velvet Rope, principalmente está basado la mirada introspectiva de Jackson hacía su episodio de depresión. El periodista Michael Saunders del diario The Boston Globe lo describió como "un álbum autocrítico y como el diario fonético de una mujer que va camino hacia el autodescubrimiento". Aunque Jackson comentó que siempre utiliza su vida privada como fuente de inspiración para su música, ella también reconoció que The Velvet Rope es el álbum más personal que ha hecho. Varias de las canciones tratan temas de conciencia social y moral; entre ellas “Together Again”, que es un homenaje de Jackson a los pacientes del Síndrome de inmunodeficiencia adquirida (sida); “What About” que habla sobre el abuso doméstico; y “Free Xone” que habla en contra de la homofobia.

### Concepto y título
El título del álbum The Velvet Rope, en idioma español significa "La cuerda de terciopelo", que es un objeto que generalmente es utilizado para separar a las celebridades de las multitudes de fanáticos, espectadores y medios de comunicación, cuando hay algún evento. Según Jackson, "hay una cuerda de terciopelo metafórica dentro de cada ser humano, que mantiene aislados sus verdaderos sentimientos". 

El álbum se llama "la cuerda de terciopelo" porque habla de la necesidad de sentirnos especiales, creo que todos tenemos esta necesidad. Un ejemplo es cuando vas a las discotecas, hay personas que tienen que esperar detrás de la cuerda de terciopelo, frente a las que pueden pasar sin tener que esperar porque son "especiales". Entonces cuando todas estas personas se juntan, aún queda esa sensación de que algunas son "especiales" y quieren estar separadas del resto. Esta necesidad de sentirnos especiales puede aportar un aspecto positivo o un aspecto negativo
Janet Jackson, para el periódico The Atlanta Journal-Constitution

Jackson desarrolló dismorfia corporal como respuesta al ridículo y afirmó: "Me miraba en el espejo y me odiaba. Me sentaba y lloraba. Era muy difícil para mí mirarme y encontrar algo que me gustara. No solo físicamente, pero algo que era bueno en mí".  También se autolesionó, golpeándose la cabeza contra la pared cuando se sentía poco atractiva.  Ella atribuyó su fragilidad a su matrimonio abusivo con el artista James DeBarge cuando tenía 16 años. Jackson recordó: “Todo tiene que ver con una autoestima muy baja. Especialmente entrar en una relación como esa muy joven... alguien que te dice cosas como, 'nadie te va a querer otra vez, deberías ser feliz aquí”. Al intentar alterar su comportamiento y adicción a las drogas, ella explicó: "Aprendí por las malas que no se puede cambiar a una persona". cuando finalmente dije: "¿Sabes qué? Simplemente no me importa lo que pase". Tenía que hacer lo que quería pero tenía demasiado miedo para hacerlo. Y en ese momento no me importaba si me golpeaban el cerebro. Simplemente seguí adelante y lo hice. Y me patearon el trasero por ello. Pero Estoy feliz de haberlo hecho, o no creo que estaría aquí hoy".
Su odio hacia sí misma se aceleró hasta convertirse en ciclos furiosos de bulimia y anorexia, reprimiendo el problema hasta que se le cuestionara. Jackson dijo: "La gente me dice: 'Está bien, tienes que empezar a comer más. Estás demasiado delgado'. Pero cuando te miras en el espejo, ves algo totalmente diferente". Ella continuó: "Me había movido tanto en una dirección que nunca pensé que podría hacerlo tan lejos en la otra. Estás perdiendo peso y mejorando. más pequeño, y todavía me diría a mí mismo que podría permitirme perder un poco más". Sin embargo, rechazó la orientación profesional y se mostró reacia a someterse a un examen. Ella vio brevemente a un psicólogo antes de encontrarse con un gurú espiritual, quien la ayudó en su recuperación emocional. Jackson relató: "Fuimos a este lugar muy espiritual en el desierto... Allí es donde lo conocí, este vaquero. Tiene unos cincuenta años y está lleno de sabiduría. Es un hombre mayor que ha experimentado mucho y Solía estar en la industria de la música, a menor escala. Incluso entendió ese lado de mi vida ". También comenzó a usar enemas de café para eliminar "células tristes", lo que generó el escrutinio de los medios. El trauma condujo a un breve interrogatorio sexual, diciendo: "¿Tengo curiosidad? Creo que todas las chicas se lo han preguntado". Jackson culminó las experiencias en el tema del álbum, grabando durante dos años.

## Lanzamiento y promoción

### Sencillos

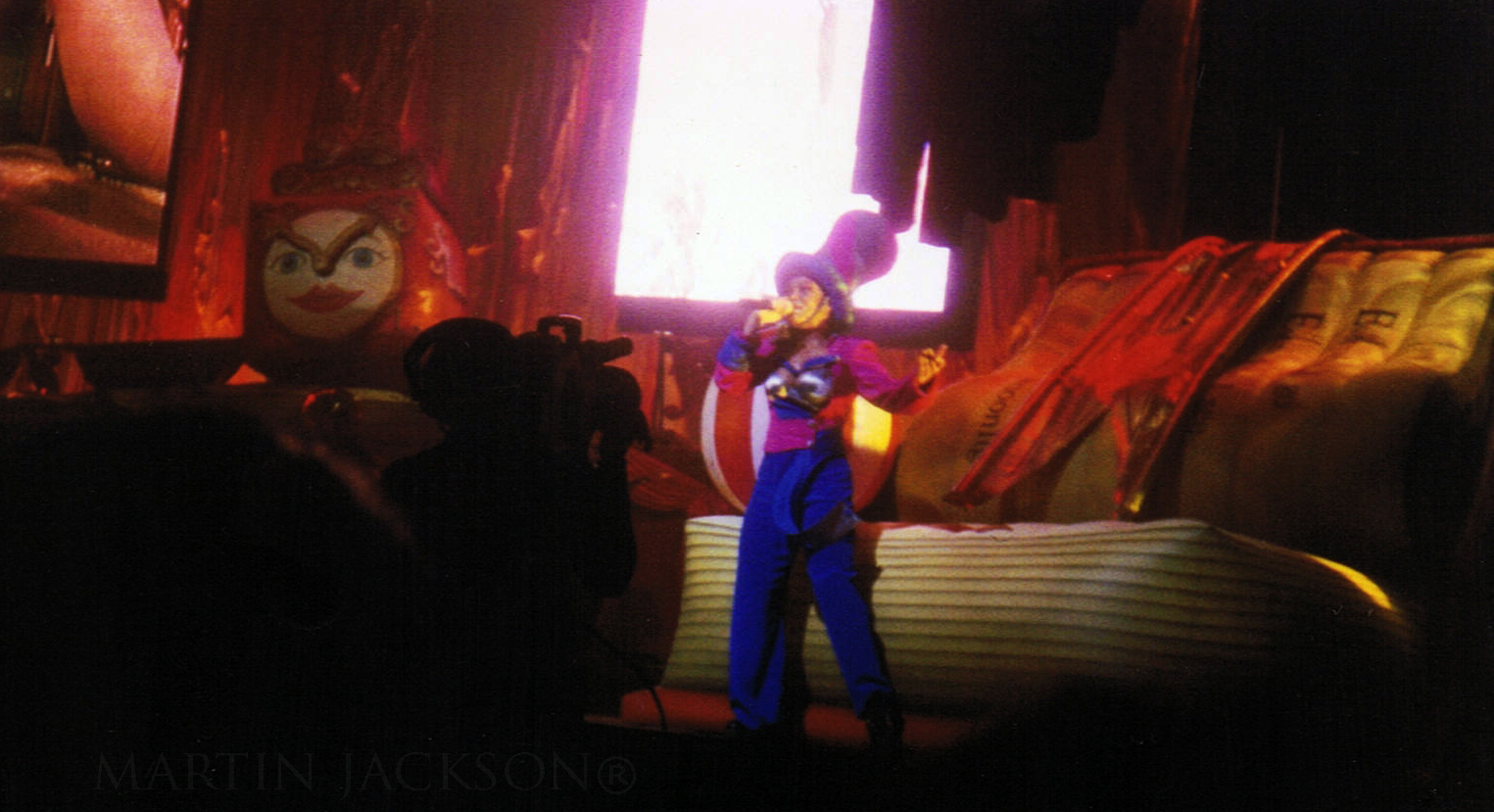
Jackson actuando durante su gira The Velvet Tour, la cual le ayudó a promocionar su disco.

La canción “Got 'til It's Gone” que cuenta con la colaboración vocal del rapero Q-Tip y la cantante Joni Mitchell, fue lanzada como primer sencillo del álbum, en septiembre de 1997. Se publicó comercialmente en la mayoría de los países, a excepción de Estados Unidos, en donde solo se le dio lanzamiento radial. El sencillo tuvo éxito moderado en Europa y Oceanía, mientras que no alcanzó el top 30 en la lista de canciones más radiada Billboard Hot 100 Airplay de Estados Unidos. El vídeo musical de “Got 'til It's Gone” fue inspirado en la era del apartheid de Sudáfrica, y en la mezcla de las culturas africana-afroamericana de los años 1960 y 1970. Este vídeo ganó el premio Grammy al "Mejor vídeo musical de formato corto", en 1998.
El segundo sencillo lanzado fue la balada bailable “Together Again”, que se publicó comercialmente en todos los países del mundo. El sencillo logró un gran éxito mundial, alcanzando el número uno en las listas de popularidad de Estados Unidos y Europa, y convirtiéndose en uno de los mayores éxitos de 1998. Hasta la fecha, “Together Again” continúa siendo el sencillo más vendido de Jackson, con aproximadamente siete millones de copias vendidas globalmente. El vídeo musical de “Together Again” fue filmado en una selva de África, y en él se puede ver a Jackson bailando junto a sus bailarines,  rodeados de muchos animales salvajes. 
Como tercer sencillo se lanzó la pista “I Get Lonely”, que cuenta con la colaboración vocal del grupo de r&b Blackstreet. El sencillo tuvo éxito moderado en Europa; mientras que en Estados Unidos a pesar de tener poco éxito radial, logró debutar en el número tres de la lista “Hot 100” de la revista Billboard, debido a sus altas ventas; hasta la fecha continúa siendo el mejor debut de Jackson en esta lista.

## Legado
Billboard lo elogió como "su trabajo más personal e íntimo hasta la fecha", enfrentando "el abuso doméstico, el SIDA y la homofobia con sus canciones más sexualmente explícitas"." Jackson declaró: "Esa fue una encrucijada para mí: compartir lo que había estado pasando personalmente y cómo me sentía acerca de lo que estaba sucediendo en el mundo." Kyra Phillips de CNN lo declaró "difícil y muy íntimo", explorando "el lado más oscuro de Jackson, su crisis emocional y el secreto que conmocionó al mundo".

## Lista de pistas
1. "Interlude: Twisted Elegance" (Janet Jackson, James Harris III, Terry Lewis, René Elizondo, Jr.) – 0:41
2. "Velvet Rope" 1 (con Vanessa-Mae) (Jackson, Harris, Lewis, Elizondo, Malcolm McLaren, Trevor Horn, Mike Oldfield) – 4:55
3. "You" 2 (Jackson, Harris, Lewis, Elizondo, Harold Ray Brown, Thomas Sylvester Allen, Morris Dickerson, Howard Scott, Leroy Jordan, Lee Oskar, Charles Miller) – 4:42
4. "Got 'Til It's Gone" 3 (con Q-Tip y Joni Mitchell) (Jackson, Harris, Lewis, Elizondo, Joni Mitchell, Kamaal Ibn Fareed) – 4:01
5. "Interlude: Speaker Phone" (Jackson, Harris, Lewis, Elizondo) – 0:54
6. "My Need" 4 (Jackson, Harris, Lewis, Elizondo, Marilyn McLeod, Pam Sawyer, Nickolas Ashford, Valerie Simpson) – 3:44
7. "Interlude: Fasten Your Seatbelts" (Jackson, Harris, Lewis, Elizondo) – 0:19
8. "Go Deep" 5 (Jackson, Harris, Lewis, Elizondo) – 4:42
9. "Free Xone" 6 (Jackson, Harris, Lewis, Elizondo, James Brown, Billy Buttier, Archie Bell, Michael Hepburn) – 4:57
10. "Interlude: Memory" (Jackson, Harris, Lewis, Elizondo) – 0:04
11. "Together Again" (Jackson, Harris, Lewis, Elizondo) – 5:01
12. "Interlude: Online" (Jackson, Harris, Lewis, Elizondo) – 0:19
13. "Empty" (Jackson, Harris, Lewis, Elizondo) – 4:32
14. "Interlude: Full"  (Jackson, Harris, Lewis, Elizondo) – 0:12
15. "What About" (Jackson, Harris, Lewis, Elizondo) – 4:24
16. "Every Time (Janet Jackson song)|Every Time" (Jackson, Harris, Lewis, Elizondo) – 4:17
17. "Tonight's the Night (Gonna Be Alright)" (Rod Stewart) – 5:07
18. "I Get Lonely" (Jackson, Harris, Lewis, Elizondo) – 5:17
19. "Rope Burn" (Jackson, Harris, Lewis, Elizondo) – 4:15
20. "Anything" 7 (Jackson, Harris, Lewis, Elizondo) – 4:54
21. "Interlude: Sad" (Jackson, Harris, Lewis, Elizondo) – 0:10
22. "Special"/"Can't Be Stopped" (Jackson, Harris, Lewis, Elizondo) – 7:55

- Nota: Las canciones "Special" y "Can't Be Stopped" están incluidas en la misma pista, "Cant't Be Stooped" empieza a los 3:41 minutos.

## Posicionamiento en listas y ventas
| Lista                         | Proveedor                   | Posición Alcanzada | Certificación | Ventas    |
| ----------------------------- | --------------------------- | ------------------ | ------------- | --------- |
| Australia Albums Chart        | ARIA                        | 1                  | 2× platino    | 140,000   |
| Austria Albums Chart          | IFPI                        | 9                  | Platino       | 40,000    |
| Canadá Albums Chart           | CRIA/Nielsen SoundScan      | 1                  | 3× platino    | 300,000   |
| Países Bajos Albums Chart     | NVPI/Megacharts             | 3                  | Platino       | 80,000    |
| Europa Albums Chart           | IFPI                        | 1                  | Platino       | 1 000     |
| Francia Albums Chart          | SNEP                        | 5                  | Platino       | 500,000   |
| Alemania Albums Chart         | IFPI/Media Control          | 5                  | Oro           | 250,000   |
| Noruega Albums Chart          | IFPI/VG Nett                | 4                  | Platino       | 40,000    |
| Suecia Albums Chart           | GLF                         | 4                  | Platino       | 100,000   |
| Suiza Albums Chart            | IFPI                        | 5                  | Platino       | 50,000    |
| Reino Unido Albums Chart      | BPI/Official Charts Company | 6                  | Platino       | 300,000   |
| EE. UU Billboard 200          | RIAA/Billboard              | 1                  | 3× platino    | 3 649 000 |
| EE. UU Top R&B/Hip-Hop Albums | RIAA/Billboard              | 2                  | 3× platino    | 3 649 000 |